# 자살 관광버스
《자살 관광버스》(生きない, Suicide Bus)는 일본에서 제작된 시미즈 히로시 감독의 1998년 드라마, 코미디 영화이다. 이즈카 미노루 등이 주연으로 출연하였다.

## 출연

### 주연
- 이즈카 미노루
- 오오코우치 나나코

### 조연
- 오미 토시노리
- 소우다 입페이
- 누쿠미즈 요이치
- 그레이트 기다유
- 히로유키 키시
- 토기오카 미츠오
- 하루키 미사요
- 오구라 이치로
- 이시다 타로
- 무라노 타케노리